# Верхняя Австрия
Ве́рхняя А́встрия (нем. Oberösterreich) — федеральная земля на севере Австрии. Административный центр и крупнейший город — Линц.
Находится на самом севере Австрии, которую делит на две части с запада на восток река Дунай. Она граничит с Чехией и Германией, а также с австрийскими землями Нижней Австрией, Зальцбургом и Штирией. Протяжённость с севера на юг составляет 145 км, а с запада на восток — 165 км. Верхняя Австрия занимает 14,3 % всей площади страны, являясь четвёртой по своим размерам среди других земель Австрии: 11 980 км² (площадь всей Австрии составляет 83 871 км²), уступая лишь землям Нижняя Австрия, Штирия и Тироль.

## География
Большую часть территории занимают горы и холмы. На севере и северо-востоке находится холмистое низкогорье (400—900 м) Мюльфиртель, которое является составляющей южного окаймления кристаллического Чешского массива. Между этим массивом и Восточными Альпами расположена равнинная полоса Инфиртель. Южнее Дуная начинается северное предгорье Альп, которое возвышается на 300—800 м и которое разделено несколькими небольшими реками Траун, Кремс, Штайр и Эннс. Самая южная часть Верхней Австрии — Восточные Альпы с самой высокой вершиной горой Дахштайн (2995 м). Здесь находятся самые восточные ледники Альп. Основные водные артерии: реки Дунай (111 км), Траун (132 км), Эннс (90 км), Инн (68 км) и Штайр (67 км). В северных предгорьях Альп находятся озера Аттерзее (45,9 км²), Траунзее (24,5 км²), Мондзе (14,2 км²) и Халлштаттерзее (8,4 км²). Водное пространство занимает 2,11 % всей территории или 252 км².
Климат земли умеренный континентальный. Средняя годовая температура составляет 7—9 °С. В горах на высоте более 2000 м — −1 °С. Годовая норма осадков от 750 до 800 мм, в предгорьях Альп до 1000 мм, а на высоте более 1500 м около 2000 мм. Снег в горных районах держится до 7—8 месяцев.

## История
Заселение человеком территории современной Верхней Австрии происходило в эпоху палеолита. Во времена Римской империи область к югу от Дуная была частью провинции Норик. Большую часть населения составляли кельты. С VI века западные районы заселило германское племя баваров. В VI—VII веках в восточной части региона обитали авары, на юго-востоке — славяне. В 788 году земли между реками Инн и Эннс вошли в состав франкского государства Карла Великого.

## Административное деление

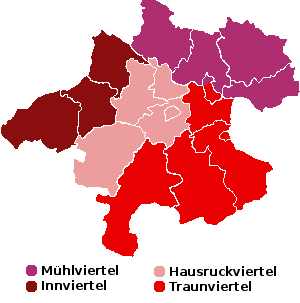
Административная карта Верхней Австрии

Территория земли разделена на 4 крупных района: Хаусрукфиртель, Иннфиртель, Мюльфиртель и Траунфиртель. Верхняя Австрия состоит из трёх штатутарштадтов (Линц, Вельс и Штайр) и 15 округов:
| Название              | Автомобильный код | Площадь, км² | Население, чел. (2013) | Административный центр |
| --------------------- | ----------------- | ------------ | ---------------------- | ---------------------- |
| Линц                  | L                 | 95,99        | 191 501                | Линц                   |
| Вельс                 | WE                | 45,88        | 58 882                 | Вельс                  |
| Штайр                 | SR                | 26,54        | 38 140                 | Штайр                  |
| Браунау-ам-Инн        | BR                | 1040,38      | 98 333                 | Браунау-ам-Инн         |
| Эфердинг              | EF                | 259,46       | 31 786                 | Эфердинг               |
| Фрайштадт             | FR                | 993,86       | 65 148                 | Фрайштадт              |
| Гмунден               | GM                | 1432,62      | 99 320                 | Гмунден                |
| Грискирхен            | GR                | 578,99       | 62 759                 | Грискирхен             |
| Кирхдорф-ан-дер-Кремс | KI                | 1239,79      | 55 518                 | Кирхдорф-ан-дер-Кремс  |
| Линц-Ланд             | LL                | 460,25       | 140 169                | Линц                   |
| Перг                  | PE                | 613,18       | 65 963                 | Перг                   |
| Рид-им-Иннкрайс       | RI                | 585,01       | 58 617                 | Рид-им-Иннкрайс        |
| Рорбах                | RO                | 827,95       | 56 472                 | Рорбах-Берг            |
| Шердинг               | SD                | 618,49       | 56 393                 | Шердинг                |
| Штайр-Ланд            | SE                | 971,70       | 58 489                 | Штайр                  |
| Урфар-Умгебунг        | UU                | 649,33       | 81 889                 | Линц                   |
| Фёклабрукк            | VB                | 1084,26      | 130 876                | Фёклабрукк             |
| Вельс-Ланд            | WL                | 457,66       | 68 243                 | Вельс                  |

## Население
В регионе по оценке на 1 января 2016 года проживает 1 453 733 человека. Линц (200 841 жителей или ≈14 % всего населения Верхней Австрии) — третий по величине город Австрии после Вены и Граца. Здесь проживает почти каждый седьмой житель Верхней Австрии. Плотность населения 121 человек на кв. км.
В Верхней Австрии сконцентрировано ≈16,7 % всего населения Австрии (всего в Австрии проживает 8 699 730 человек) По численности населения Верхняя Австрия уступает лишь Нижней Австрии (1 653 419 чел.) и Вене (1 840 573 чел.). Трудоспособное население земли составляет около 700 тыс. человек, из которых около 61 % занято в сфере услуг (включая торговлю и туризм), 33 % в промышленности и 6 % в сельском и лесном хозяйстве. Безработица в 2007 году составила 3,6 %, что ниже чем в среднем по всей стране (6,2 %).
80 % жителей региона — католики.

## Общая карта
Легенда карты:
|  | Более 100 000 чел.        |
|  | от 30 000 до 100 000 чел. |
|  | от 15 000 до 30 000 чел.  |
|  | от 10 000 до 15 000 чел.  |
|  | от 5 000 до 10 000 чел.   |

## Экономика

### Промышленность

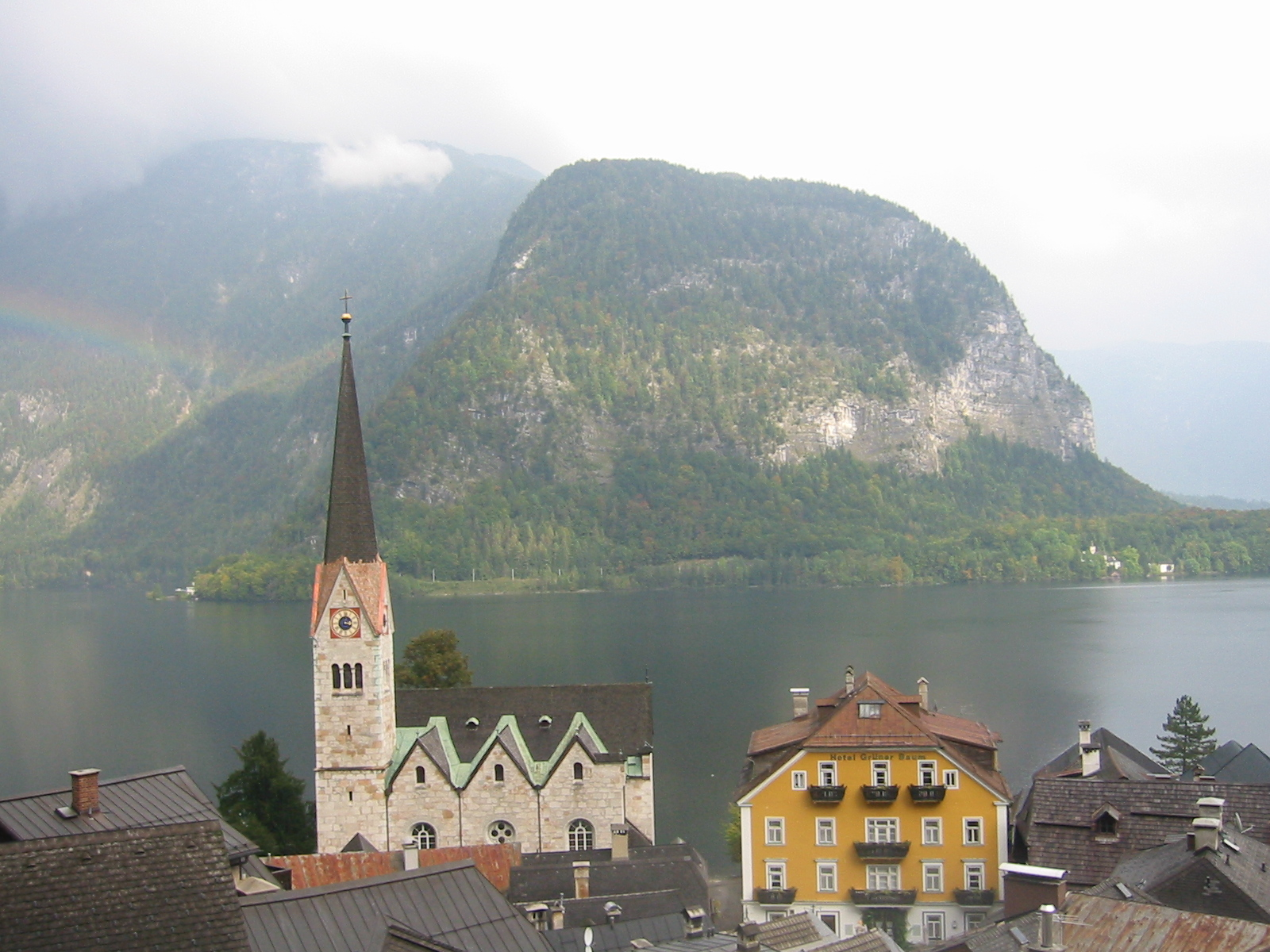
Халльштатт и Халльштатское озеро

Верхняя Австрия — важнейший промышленный регион страны. Здесь расположено более 700 крупных предприятий, а доля промышленного производства составляет 23 % (2001). Основные промышленные центры: Линц, Браунау-ам-Инн, Энс, Вельс, Траун, Гмунден и Штайр. Основные отрасли: сталелитейная и целлюлозная промышленность, машиностроение, цветная металлургия. Экономика земли Верхняя Австрия характеризуется сочетанием ряда крупных компаний и множества мелких и средних предприятий. На территории Верхней Австрии действует более 42 тыс. компаний. Доля земли в ВВП страны составляет 16 %, а в производстве промышленных товаров 22 %. Ведущей отраслью экономики является сфера услуг. Около 44 % валового внутреннего продукта земли формируется в этом секторе. Доля промышленности составляет 30 %, ведущими отраслями которой являются сталелитейная, химическая и металлообрабатывающая отрасли, а также машиностроение. На них приходится 58 % всей произведённой промышленной продукции Верхней Австрии и 60 % занятых в промышленном секторе экономики. Кроме того, значительную роль играют целлюлозно-бумажная и пищевая отрасли промышленности. В Линце находится также крупнейшая судоверфь Австрии. Крупнейшими компаниями являются: «Фёст-Альпине Шталь» (производства стали и проката), «Сименс ФАИ» (производство оборудования для предприятий металлургической промышленности), «БМВ Моторен» (производство двигателей), «Хабау» (строительство), «Штайер-Моторс» (производство дизельных двигателей).

### Сельское хозяйство
Несмотря на то, что число занятых в сельском хозяйстве жителей региона достаточно мало (7,1 %), общая производительность данной отрасли значительно высокая. Зерновые культуры возделываются в долинах Иннфиртеля и Энса. Кроме того, важное значение имеют луга, из которых 60 % расположены в гористой и холмистой местности. В этих районах находится половина всех сельскохозяйственных предприятий земли. Зарегистрировано более 30 тыс. предприятий, которые обрабатывают около 570 тыс. га. Верхняя Австрия является основным производителем мясо-молочных продуктов в стране. На её долю приходится 32 % молока, 30 % говядины и 38 % свинины производимых в Австрии. Здесь находится около 25 % всех мясо-молочных предприятий страны.

### Туризм
Число туристов, ежегодно посещающих Верхнюю Австрию составляет более 7 млн человек. Основные центры туризма расположены в районе Зальцкаммергута. Наиболее популярны такие курорты как Санкт-Вольфганг-им-Зальцкаммергут, Шаллербах, Халльштатт. Широко развиты горнолыжный, водный, конный и пеший туризм. Эта отрасль является существенной опорой экономики. По количеству ночёвок иностранных туристов земля занимает четвёртое место в стране (по количеству ночёвок иностранных туристов Австрия занимает шестое место в Европе, а по доходам от туризма на душу населения — первое), причём 85 % приходится на сельскую местность. Особое внимание туристов привлекают известный курорт Зальцкаммергут, популярный своими озёрами; национальный парк «Калькальпен», район Заувальд и другие. На территории земли находятся большое количество исторических и культурных достопримечательностей.

## Достопримечательности

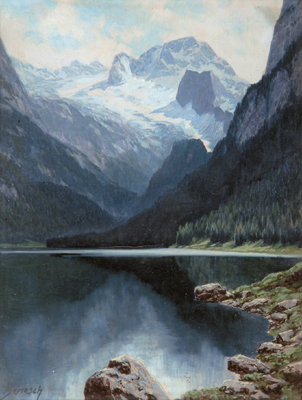
Озеро Гозау.

### Монастыри и аббатства
В Верхней Австрии находится большое количество старинных монастырей:
- Мондзе — бывший монастырь ордена бенедиктинцев, самый древний монастырь в Верхней Австрии (748);
- Ламбах — аббатство ордена бенедиктинцев (1056);
- Райхерсберг — аббатство августинцев (1084);
- Энгельсцелль — монастырь ордена траппистов (1293);
- Вильхеринг — аббатство ордена цистерцианцев (1146);
- Монастырь Святого Флориана — аббатство августинцев (1071);
- Кремсмюнстер — аббатство ордена бенедиктинцев (777).

### Замки
В регионе сохранилось несколько старинных замков:
- Нойхаус-ан-дер-Донау – крупный замковый комплекс на берегу Дуная.
- Камберленд ― дворцово-замковая резиденция в стиле неоготики.